# Hristo Markov
Hristo Gančev Markov (in bulgaro Христо Ганчев Мaрков?; Dimitrovgrad, 27 gennaio 1965) è un ex triplista bulgaro, campione olimpico ai Giochi di Seul 1988.

## Biografia
È uno dei due atleti, l'altro è lo svedese Christian Olsson, capace di fregiarsi, oltre al titolo olimpico, anche di quelli mondiali ed europei, sia outdoor che indoor.
Fra il 1986 ed il 1988 ha stabilito la miglior prestazione mondiale dell'anno. Alle Olimpiadi di Barcellona 1992 viene eliminato nelle qualificazioni, con la 21ª misura (16,46 m).
In carriera Markov ha stabilito più volte il record europeo di salto triplo:
- 17,77 m:  Budapest - 11 agosto 1985
- 17,80 m:  Budapest - 11 agosto 1986
- 17,81 m:  Sofia - 31 maggio 1987
- 17,92 m:  Roma - 31 agosto 1987

## Record nazionali

### Seniores
- Salto triplo: 17,92 m ( Roma, 31 agosto 1987)
- Salto triplo indoor: 17,45 m ( Il Pireo, 6 febbraio 1988)

## Progressione
Markov è stato presente per 8 stagioni nella top 25 mondiale all'aperto.

### Salto triplo
| Stagione | Risultato | Luogo     | Data      | Rank. Mond. |
| -------- | --------- | --------- | --------- | ----------- |
| 1993     | 16,11 m   | Stoccarda | 15-8-1993 | -           |
| 1992     | 17,27 m   | Siviglia  | 6-6-1992  | 11º         |
| 1991     | 16,67 m   | Tokyo     | 25-8-1991 | -           |
| 1990     | 17,43 m   | Spalato   | 31-8-1990 | 7º          |
| 1989     | 17,22 m   | Sofia     | 9-7-1989  | 13º         |
| 1988     | 17,77 m   | Sofia     | 3-9-1988  | 1º          |
| 1987     | 17,92 m   | Roma      | 31-8-1987 | 1º          |
| 1986     | 17,80 m   | Budapest  | 11-8-1986 | 1º          |
| 1985     | 17,77 m   | Budapest  | 11-8-1985 | 3º          |
| 1984     | 17,42 m   | Sofia     | 19-5-1984 | 6º          |

## Palmarès
| Anno | Manifestazione   | Sede       | Evento       | Risultato | Prestazione | Note                  |
| ---- | ---------------- | ---------- | ------------ | --------- | ----------- | --------------------- |
| 1983 | Europei indoor   | Budapest   | Salto triplo | 7º        | 16,06 m     |                       |
| 1983 | Europei juniores | Schwechat  | Salto triplo | Oro       | 16,72 m     |                       |
| 1985 | Mondiali indoor  | Parigi     | Salto triplo | Oro       | 17,22 m     |                       |
| 1985 | Europei indoor   | Il Pireo   | Salto triplo | Oro       | 17,29 m     |                       |
| 1986 | Europei          | Stoccarda  | Salto triplo | Oro       | 17,66 m     | Record dei campionati |
| 1987 | Europei indoor   | Liévin     | Salto triplo | Argento   | 17,12 m     |                       |
| 1987 | Mondiali         | Roma       | Salto triplo | Oro       | 17,92 m     | Record dei campionati |
| 1988 | Europei indoor   | Budapest   | Salto triplo | 4º        | 17,19 m     |                       |
| 1988 | Giochi olimpici  | Seul       | Salto triplo | Oro       | 17,61 m     | Record olimpico       |
| 1990 | Europei          | Spalato    | Salto triplo | Argento   | 17,43 m     |                       |
| 1992 | Giochi olimpici  | Barcellona | Salto triplo | 21º       | 16,46 m     |                       |